# Палкіно (Палкінський район)
Палкіно (рос. Палкино) — пгт в Палкінському районі Псковської області Російської Федерації.
Населення становить 2870[3] осіб. Входить до складу муніципального утворення Палкино.

## Історія
Від 2015 року входить до складу муніципального утворення Палкино.

## Населення
| 1939  | 1959  | 1970  | 1979  | 1989  | 2002  | 2004  |
| ----- | ----- | ----- | ----- | ----- | ----- | ----- |
| 512   | ↗925  | ↗1334 | ↗1845 | ↗3353 | ↘3201 | ↘3180 |
| 2005  | 2006  | 2007  | 2008  | 2009  | 2010  | 2011  |
| ↘3137 | ↘3057 | ↘2984 | ↘2975 | ↘2957 | ↘2924 | ↗2926 |
| 2012  | 2013  | 2014  | 2015  | 2016  | 2017  | 2018  |
| ↘2847 | ↘2806 | ↘2759 | ↘2740 | ↘2713 | ↘2674 | ↘2597 |
| 2019  | 2020  | 2021  |       |       |       |       |
| ↘2512 | ↘2446 | ↗2870 |       |       |       |       |